# Philodromus calidus
Philodromus calidus es una especie de araña cangrejo del género Philodromus, familia Philodromidae. Fue descrita científicamente por Lucas en 1846.

## Distribución
Esta especie se encuentra en Argelia, Marruecos y Libia.